# Chamanka
Pour plus de détails, voir Fiche technique et Distribution.
Chamanka (Szamanka) est un film franco-helvetico-polonais réalisé par Andrzej Żuławski, sorti en 1996.

## Fiche technique
- Titre : Chamanka
- Titre original : Szamanka
- Réalisation : Andrzej Żuławski
- Scénario : Manuela Gretkowska
- Production : Jacky Ouaknine, Chris Bolzli et Jacek Fuksiewicz
- Musique : Andrzej Korzynski
- Photographie : Andrzej Jaroszewicz
- Montage : Wanda Zeman
- Décors : Tomasz Kowalski
- Costumes : Magdalena Biernawska-Teslawska
- Pays d'origine :  Pologne,  France,  Suisse
- Format : couleurs - 1,85:1 - Dolby - 35 mm
- Genre : drame, thriller erotique
- Durée : 110 minutes
- Dates de sortie : 10 mai 1996 (Pologne), 19 mars 1997 (France)
- Film interdit aux moins de 16 ans lors de sa sortie en France

## Distribution
- Bogusław Linda : Michal
- Iwona Petry : Wloszka
- Paweł Deląg : Jules
- Agnieszka Wagner : Anna
- Piotr Wawrzynczak : le prêtre, frère de Michal

## Production

### Lieux de tournage
- Le tournage s'est déroulé à Cracovie et Varsovie, en Pologne.